# 1731 Smuts
1731 Smuts је астероид главног астероидног појаса. Приближан пречник астероида је 54,07 km,
а средња удаљеност астероида од Сунца износи 3,167 астрономских јединица (АЈ).
Инклинација (нагиб) орбите у односу на раван еклиптике је 5,934 степени, а орбитални период износи 2059,397 дана (5,638 година). Ексцентрицитет орбите астероида износи 0,124.
Апсолутна магнитуда астероида износи 10,00 а геометријски албедо 0,060.
Астероид је откривен 9. августа 1948. године.